# Tomás Romero Pereira (Distrikt in Paraguay)
Tomás Romero Pereira, ein Distrikt im Departamento Itapúa von Paraguay, befindet sich etwa 117 km in nordöstlicher Richtung von Encarnación und 163 km in südwestlicher Richtung von Ciudad del Este längst der Ruta 6. Der Distrikt wurde am 22. September 1983 gegründet und nach dem Architekten und ehemaligen Präsidenten Tomás Romero Pereira benannt.
Tomás Romero Pereira erstreckt sich über eine Fläche von 607 km² und hat rund 34.000 Einwohner, die zu 85 % aus Paraguayern und zu 15 % aus Ausländern, insbesondere solchen aus Brasilien, bestehen. Der überwiegend landwirtschaftlich geprägte Distrikt wird umgeben von den Nachbardistrikten Natalio, Edelira, Yatytay, San Rafael del Paraná und dem Departamento Caazapá.
Das urbane Zentrum des Distrikts ist Maria Auxiliadora. Es liegt auf einer Höhe von 345 m und wird auch La Capital de la Zanahoria (Hauptstadt der Karotte) genannt.